# Rue Émile-Desvaux
La rue Émile-Desvaux est une voie du 19e arrondissement de Paris.

## Situation et accès
La rue Émile-Desvaux est desservie à proximité par la ligne 11 à la station Télégraphe.
La rue Paul-de-Kock donne dans la rue  Émile-Desvaux, à niveau à son extrémité nord, par un escalier en direction de la rue de Romainville.
Le lotissement, auquel on accède par la rue des Bois et la rue de Romainville à l'autre extrémité, se compose de maisons de ville et de petits édifices construits à la fin des années 1920, où la végétation est omniprésente.

Maisons de la rue
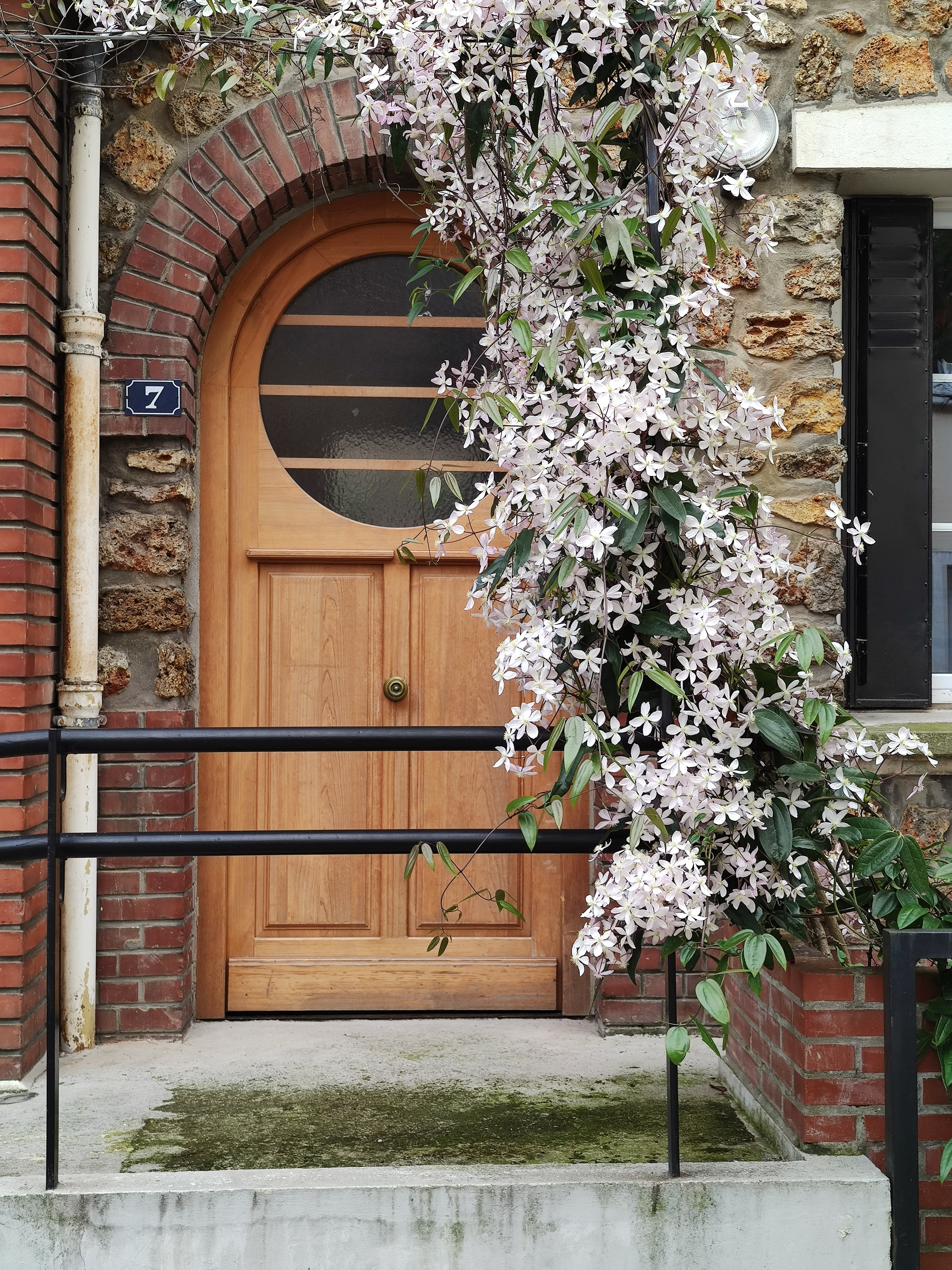
No 7.
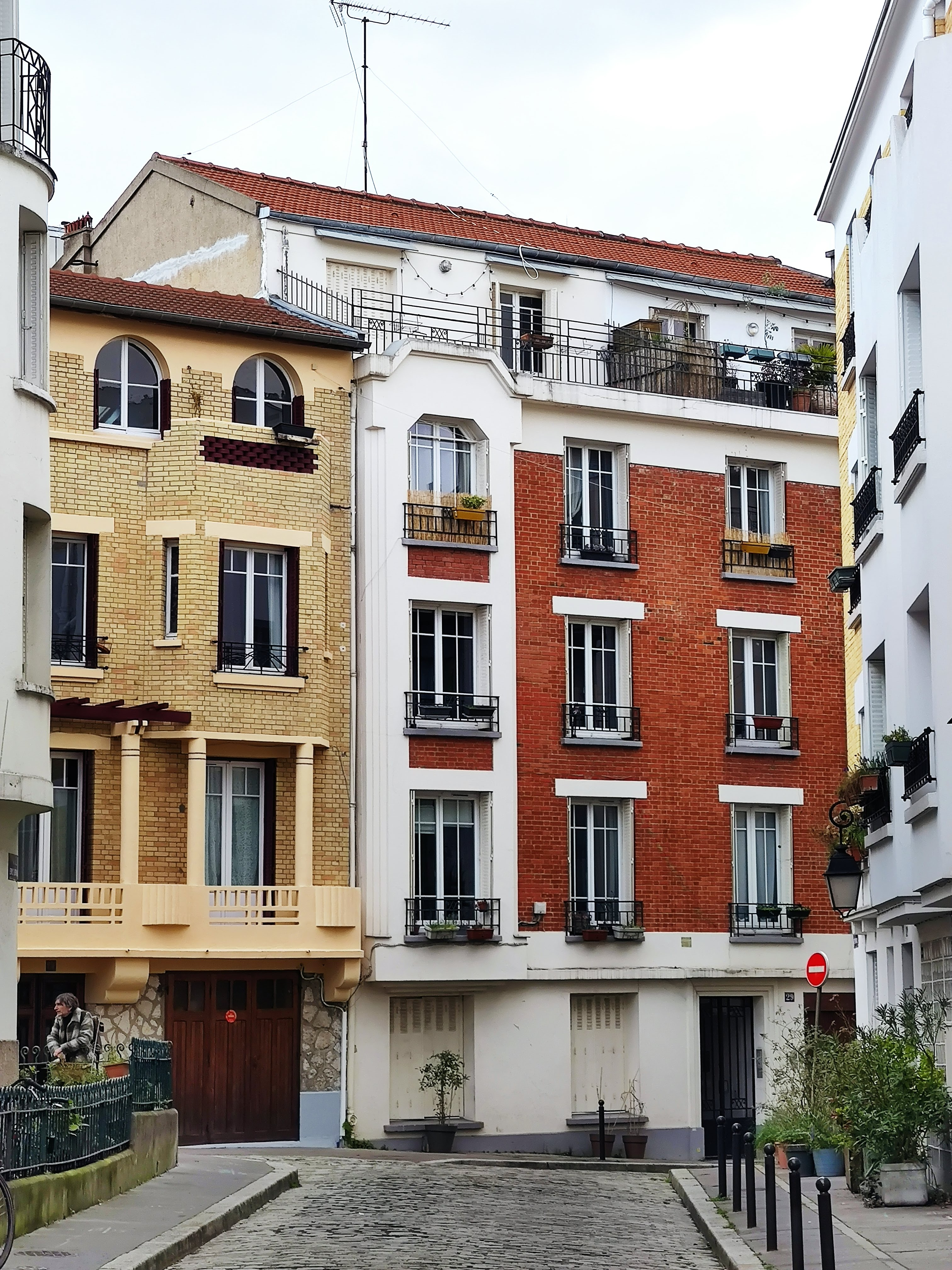
Nos 27 et 29.
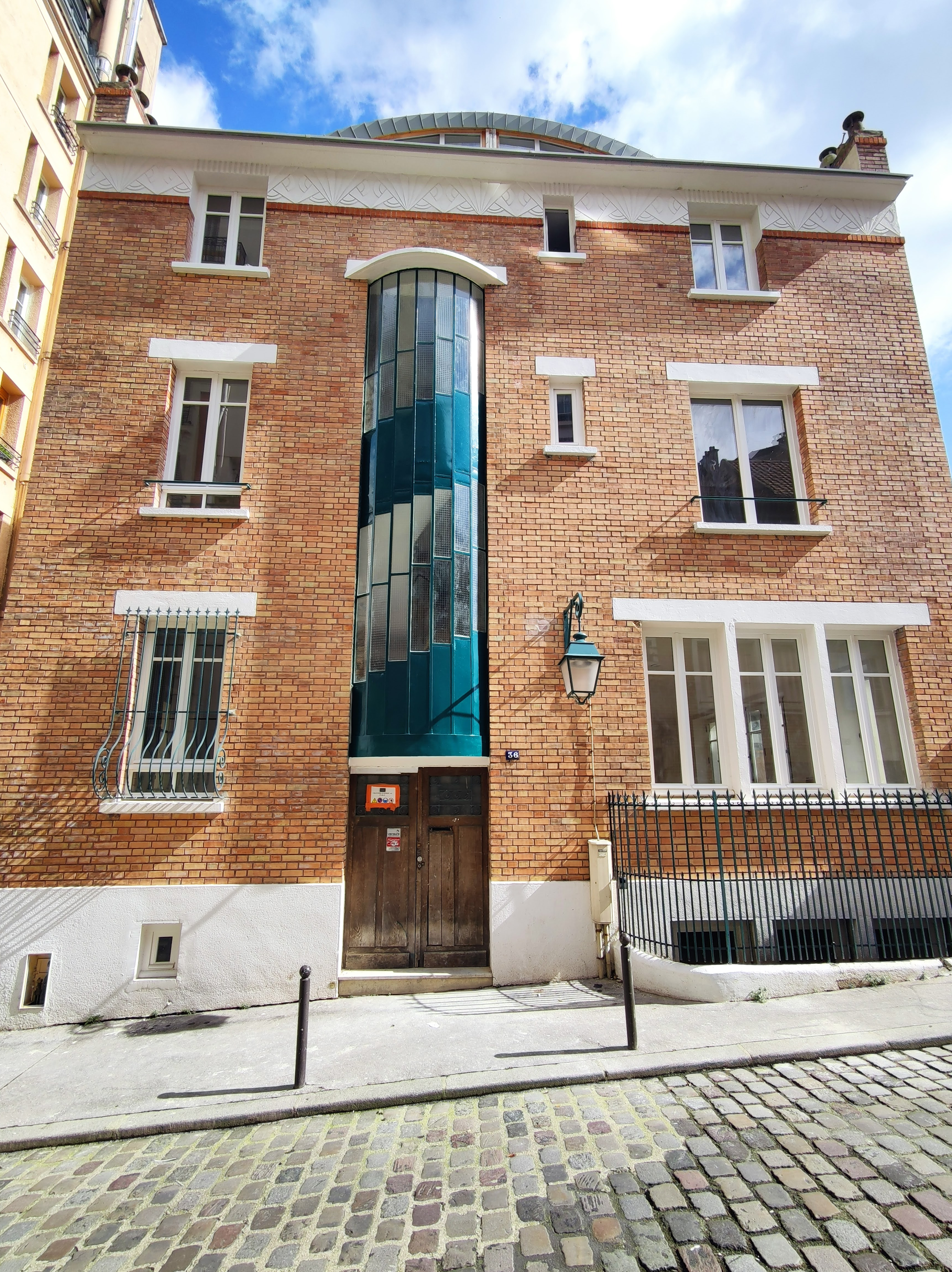
No 36.

## Origine du nom
L'origine de son nom renvoie à la personne d'Émile Desvaux (1879-1927), conseiller municipal du 19e arrondissement. 

## Historique
Cette voie est ouverte sous sa dénomination actuelle en 1927 dans un lotissement appartenant à M. Pélissier.
Le terrain loti avec la rue Paul-de-Kock était un parc privé arboré s'ouvrant au 24 rue des Bois, de forme évasée vers la rue de Romainville.

Vues en 1905 du parc loti en 1925
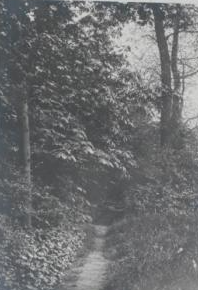
Parc privé en 1905.
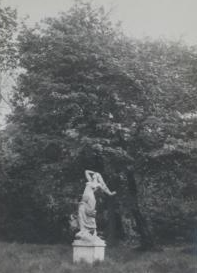
Statue dans le parc.
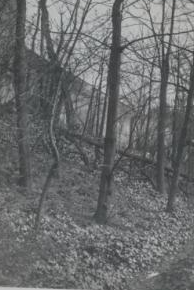

## Bâtiments remarquables et lieux de mémoire

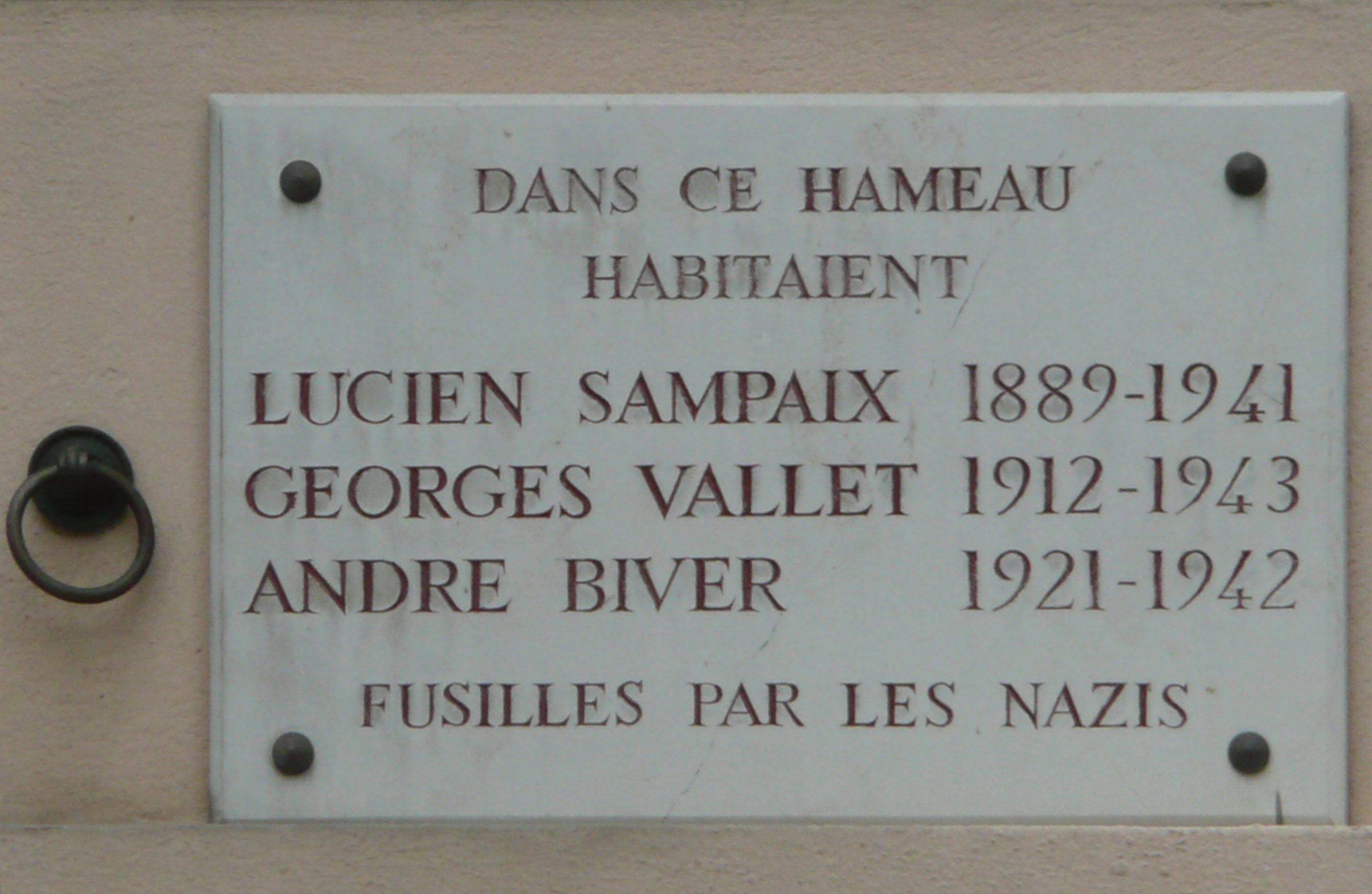

- Au croisement avec la rue des Bois (no 24) est apposée une plaque commémorative en hommage au journaliste Lucien Sampaix, fusillé par les nazis en 1941.
- No 5 : le peintre Camille Bombois vécut à cette adresse[2].